# Урочище Глоди
Уро́чище Гло́ди — ботанічна пам'ятка природи загальнодержавного значення в Україні. Розташована в межах Чортківського району Тернопільської області, на північ від села Колодрібка.
Площа 16 га. Створена відповідно до постанови Ради Міністрів УРСР від 14 жовтня 1975 року № 780. Перебуває віданні ДП «Чортківське лісове господарство».
Пам'ятка природи розташована на стрімкому лівому схилі долини річки Дністер, у межах лісового урочища «Глоди». Під охороною — ділянка із залишками аборигенної скельної та степової флори. Особливо цінними є сон великий, ковила волосиста, ясенець білий, види, занесені до Червоної книги України, а також волошка східна, горицвіт весняний, гострокільник волосистий, ефедра двоколоса, осока низька, перстач білий, півники злаколисті, тринія багатостеблова, види, занесені до Переліку рідкісних і таких, що перебувають під загрозою зникнення, на території Тернопільської області. Росте ряд реліктових та ендемічних видів. У межах ділянки трапляються рослинні угруповання, внесені до Зеленої книги України, зокрема ковили волосистої та осоки низької. Місце оселення корисної ентомофауни.
Пам'ятка природи «Урочище Глоди» входить до складу Національного природного парку «Дністровський каньйон».